# Corydalis pseudomairei
Corydalis pseudomairei là một loài thực vật có hoa trong họ Anh túc. Loài này được C.Y.Wu ex Z.Y.Su & Lidén mô tả khoa học đầu tiên năm 2007.